# Martin-Luther-Kirche (Münster)

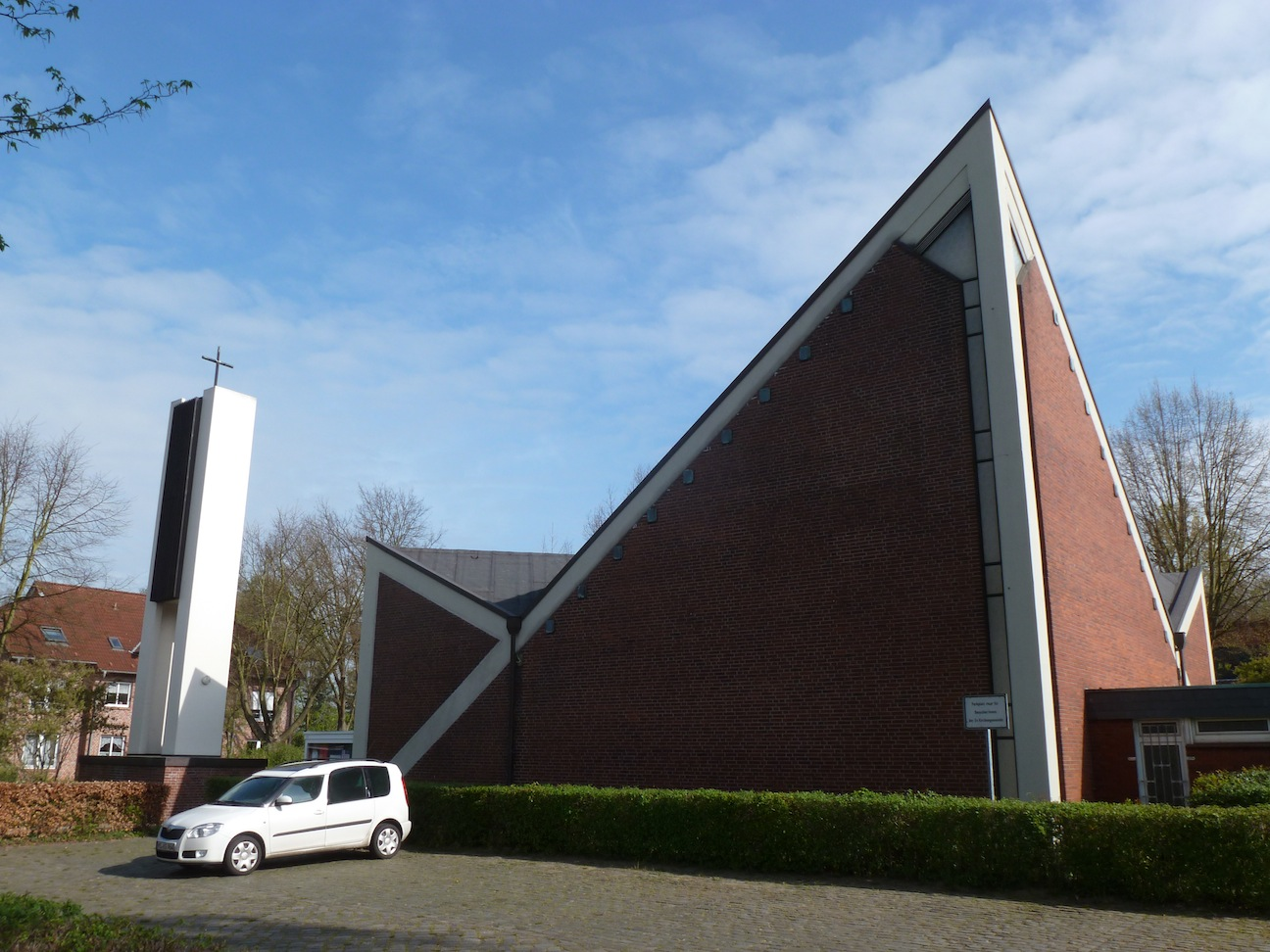
Martin-Luther-Kirche, Münster-Mecklenbeck

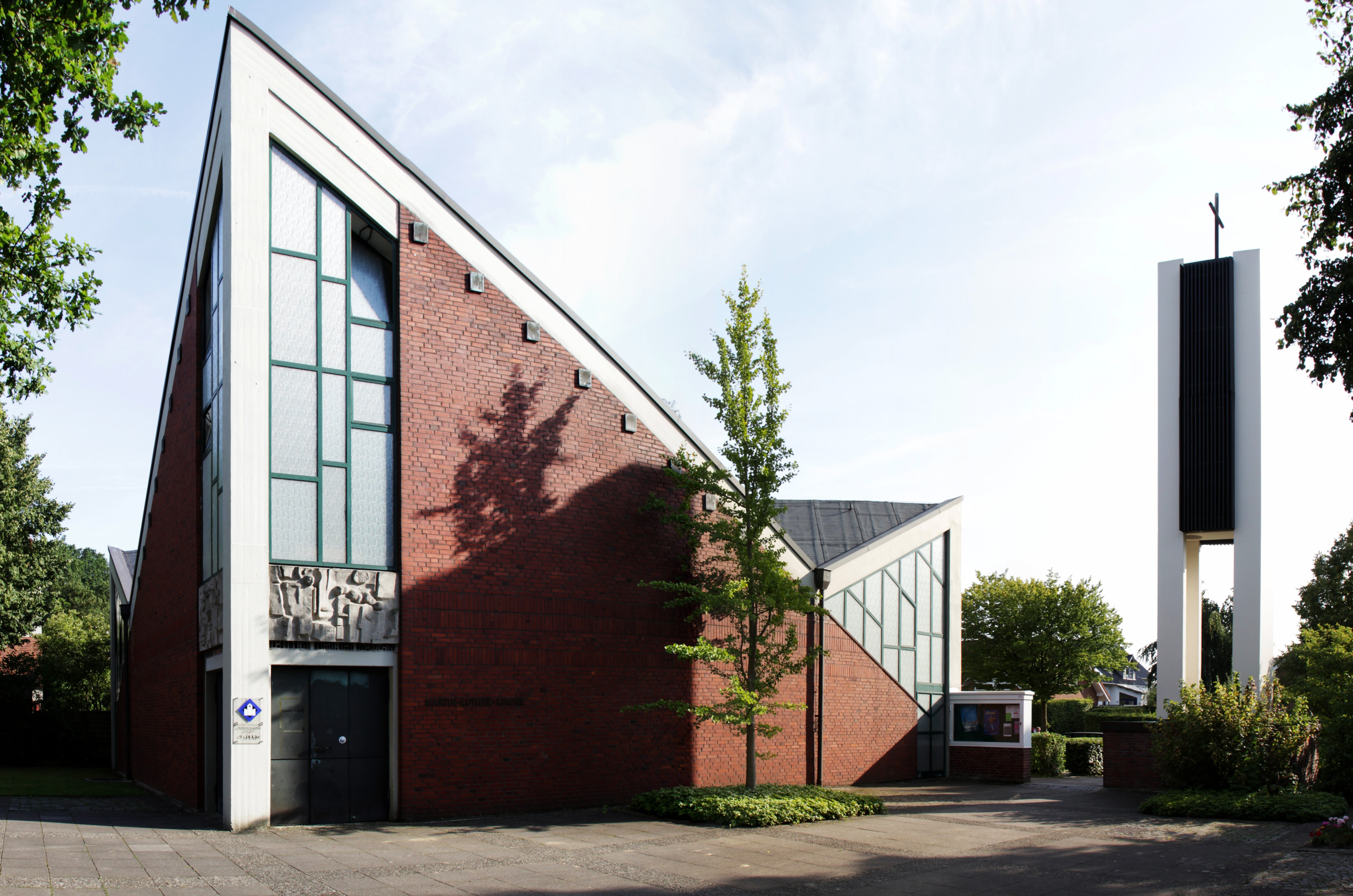
Eingangsbereich

Die Martin-Luther-Kirche ist ein evangelisches  Kirchengebäude in Münster im Ortsteil Mecklenbeck, die 1966 bis 1967 nach Entwürfen des Architekten Olaf Andreas Gulbransson errichtet wurde.

## Architektur

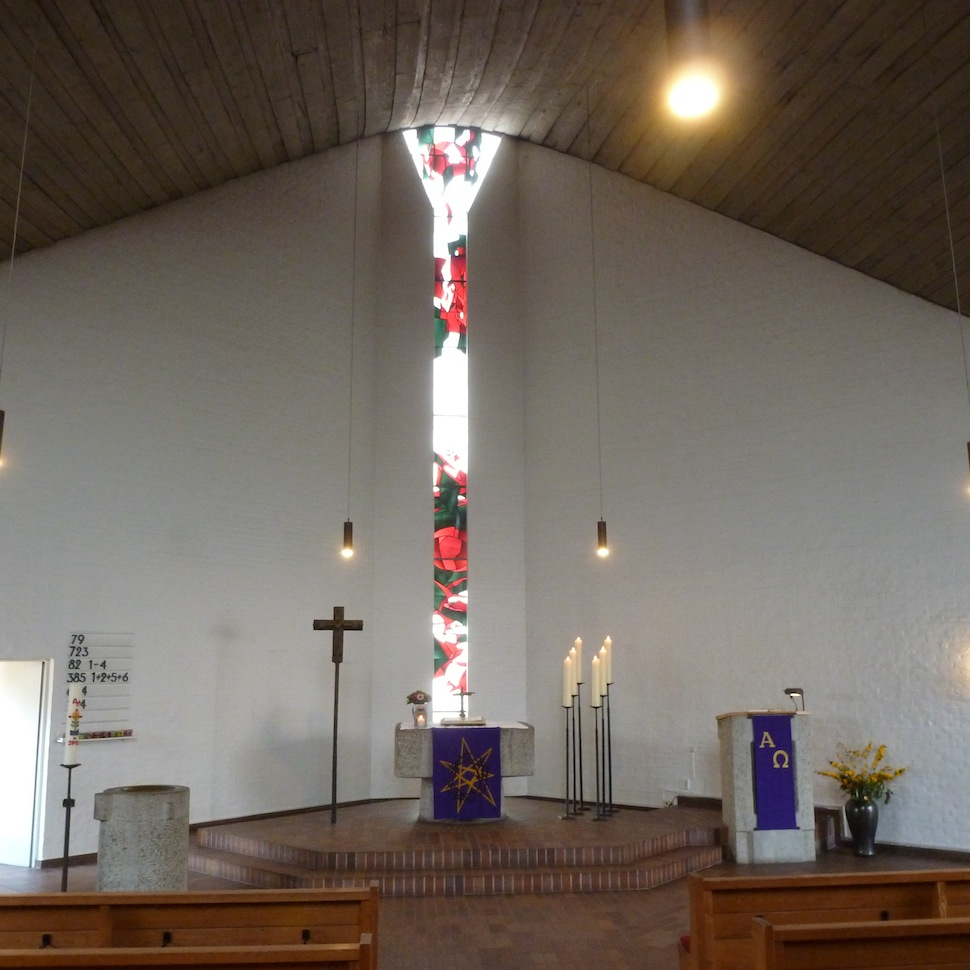
Blick auf den Altarraum

Die Kirche ist ein moderner Kirchbau aus dem Jahr 1967 mit separat stehendem Glockenturm (Campanile), der 1975 in Fertigbauweise hinzugefügt wurde.
Der Kirchbau selbst erscheint von außen als ein auf rautenförmigem Grundriss erbauter Raum. Im Inneren erscheint der Kirchenraum vom Grundriss her ähnlich einer Muschel, an deren Spitze sich eine kleine, kompakt gebaute Altarinsel befindet und der sich dann zum Eingangsbereich keilförmig für die Kirchenbänke öffnet, um sich dann wieder zu dem separaten Eingangsbereich keilförmig zu verjüngen.
Die schmale Chorwand hinter der Altarinsel ist – anders als bei vielen moderneren evangelischen Kirchbauten – nicht geschlossen. Mittig befindet sich vielmehr ein schmales Fensterband, das vom Boden bis zur Decke reicht und sich zur Decke hin deltaförmig öffnet. Das Fenster besteht aus Milchglas, in das mehrere abstrakte Darstellungen mit Buntglasscheiben in Rottönen eingelassen sind, die sich etwa interpretieren lassen als Rosenmotive, lodernde Flammen.
Auffällig im Inneren der Kirche ist die Decke. Es handelt sich um eine geschwungene Holzdecke, die sich von den Seiten her zur Mittelachse zwischen Altar und Eingangsbereich erhebt. Die Decke ist allerdings nicht symmetrisch angelegt und vermittelt daher den Eindruck einer Welle.

## Orgel

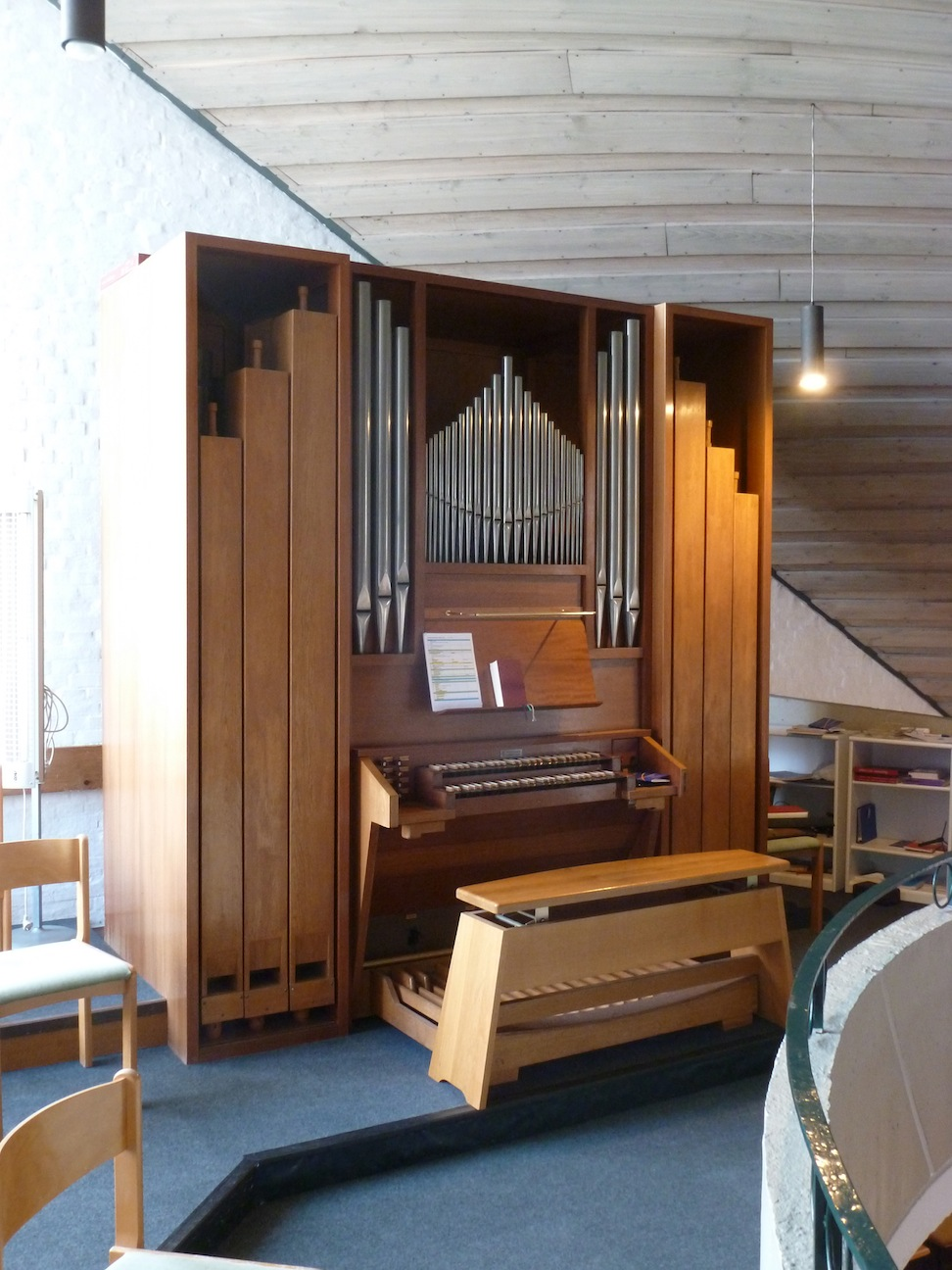
Orgel

Im rückwärtigen Teil, über dem Eingangsfoyer, befindet sich eine in die Gebäude-Spitze hufeisenförmig eingelassene Orgelbühne. Die ursprüngliche, 1971 von dem Orgelbauer Paul Ott (Göttingen) erbaute einmanualige Orgel wurde 2007 durch die Orgel der profanierten Versöhnungskirche in Münster ersetzt, die von der Orgelbaufirma Detlef Kleuker (Brackwede) erbaut worden war. Das rein mechanische Instrument hat 11 Register auf zwei Manualen und Pedal:
| I Hauptwerk |    |  |
| Koppelflöte | 8′ |  |
| Prinzipal   | 4′ |  |
| Waldflöte   | 2′ |  |
| Mixtur III  | 1′ |  |

| II Nebenwerk |       |  |
| Gedackt      | 8′    |  |
| Rohrflöte    | 4′    |  |
| Oktave       | 2′    |  |
| Quinte       | 1 ⁄3′ |  |
| Tremulant    |       |  |

| Pedal   |     |  |
| Subbass | 16′ |  |

- Koppeln: II/I, I/P, II/P